# Atlantoxerus getulus
La ardilla moruna, también llamada como aybur en tamazigh, ardillla berberisca, ardilla listada de Fuerteventura, ardilla terrestre berberisca  o  ardilla de Berberia, (Atlantoxerus getulus) es una especie de roedor esciuromorfo de la familia Sciuridae que habita en África y en las Islas Canarias.  Es la única especie actual del género Atlantoxerus y no se reconocen subespecies. Es, junto con la ardilla roja, una de las dos especies que viven en España, posiblemente en la isla de Fuerteventura

## Descripción
Se trata de una ardilla terrestre, su cuerpo y cola están recorridos longitudinalmente por cuatro bandas negras y dos blancas. El pelo es largo y denso y con bandas longitudinales de colores pardo y pardo oscuro, la cabeza de color pardo rojizo y relativamente grande respecto al resto del cuerpo, orejas pequeñas casi inexistentes. Animales gregarios, forman colonias donde aparentemente existe una estructura social definida.

## Distribución
Nativo del extremo noroeste de África: Marruecos y gran y medio Atlas, desde el sur de Agadir hasta el norte del Sahara y noroeste de Argelia. En Canarias fue introducida en la isla de Fuerteventura alrededor de 1965 y allí sigue como especie invasora.

## Hábitat
Especie más abundante en áreas con zonas refugio, (pedreras, paredes de piedras, etc. En la isla de Fuenteventura es una especie exótica invasora y perniciosa en las Islas Canarias. La especie es considerada especie cinegética en Fuerteventura.

## Depredación
La mayor parte de los depredadores de Fuerteventura han incorporado esta especie a su dieta (Felis catus, Buteo buteo, Falco tinnunculus y Corvus corax). No obstante, solo el ratonero común o busardo ratonero preda ardillas con una frecuencia elevada, convirtiéndose en un importante agente regulador. El número de competidores potenciales resulta escaso.

## Patologías
Transporta amebas altamente patógenas para los humanos, además de bacterias contagiosas para animales y el hombre. En su área de procedencia puede llegar a provocar la muerte por septicemia por mordedura, además de ser portadora de un virus recurrente, tipo hispano-africano, transmisible al hombre y ser sensible al tifus murino, al kala-azar o a la leismaniosis cutánea.